# Рицци, Даниела
Дание́ла Ри́цци (итал. Daniela Rizzi) — итальянский литературовед, славистка.

## Биография
В 1979 году окончила факультет иностранных языков и литературы венецианского Университета Ка' Фоскари. В 1984—1988 годах училась в аспирантуре по специальности «славистика» в Институте славянской филологии римского университета Ла Сапиенца. Два года обучалась в Московском государственном университете имени М. В. Ломоносова. Некоторое время работала научным сотрудником Университета Тренто. С 1998 года преподаёт русский язык, литературу и историю русской культуры в Университете Ка' Фоскари. Возглавляет проект, посвящённый русской эмиграции в Италии периода 1900—1940 годов.